# ماساریکتاون (فلوریدا)
ماساریکتاون (به انگلیسی: Masaryktown) یک منطقهٔ مسکونی در ایالات متحده آمریکا است که در شهرستان هرناندو، فلوریدا واقع شده‌است. ماساریکتاون ۲٫۷۲ کیلومتر مربع مساحت و ۱٬۰۴۰ نفر جمعیت دارد و ۱۹ متر بالاتر از سطح دریا واقع شده‌است.